# Eduard Diviš
Eduard Diviš (15. prosince 1915 – 29. března 1975) byl český a československý politik Komunistické strany Československa, poslanec České národní rady, Sněmovny národů a Sněmovny lidu Federálního shromáždění za normalizace.

## Biografie
Po federalizaci Československa usedl do Sněmovny národů Federálního shromáždění. Mandát nabyl ale až dodatečně v prosinci 1969. Nominovala ho Česká národní rada, v níž zasedal od listopadu 1969. Ve volbách roku 1971 přešel do Sněmovny lidu (volební obvod Jihočeský kraj). Ve federálním parlamentu setrval do své smrti roku 1975. Jeho nástupcem se stal Ladislav Švehla.
Pracoval jako předseda JZD v obci Drhovle v okrese Písek. Byl mu udělen Řád práce a vyznamenání Za zásluhy o výstavbu.